# Paskal III., protupapa
Protupapa Paskal III., rođen kao Guido di Crema, katolički protupapa od 1164. do 1168. godine. 